# W Mitchell
W Mitchell, geboren als William John Schiff III (11 april 1943), is een Amerikaans schrijver en zakenman.

## Biografie
Mitchell geraakte in 1971 over bijna zijn hele lichaam verbrand na een auto-ongeval. Hij slaagde er desondanks toch in om zijn opleiding als piloot af te maken. In 1975 kreeg hij een ongeval met zijn vliegtuig, waardoor hij verlamd geraakte. 
Hij stichtte samen met 2 vennoten een bedrijf in energiewinning, dat later een waarde van 65 miljoen euro zou vertegenwoordigen. In 1977 werd Mitchell verkozen tot burgemeester van Crested Butte. 
Mitchell leeft momenteel in Santa Barbara (Californië) en geeft lezingen over hetgeen hij bereikt hij ondanks zijn handicaps.